# Jonathan Zongo
Jonathan Sundy Zongo (Ouagadougou, 1989. április 6. –) Burkina Fasó-i válogatott labdarúgó.
A Burkina Fasó-i válogatott tagjaként részt vesz a 2015-ös afrikai nemzetek kupáján.